# 森岡賢一郎
森岡 賢一郎（もりおか けんいちろう、1934年3月4日 - 2018年8月19日 ）は、日本の作曲家、編曲家。

## 概要
熊本県八代市出身。熊本県立八代高等学校卒業。指揮を平井哲三郎、高階正光、ピアノをポール・ヴィノグラドフ、作曲を團伊玖磨にそれぞれ師事。
「君といつまでも」「恋のしずく」「ブルー・シャトウ」「今日でお別れ」で日本レコード大賞編曲賞を受賞。作・編曲の傍ら、映画やテレビ番組の音楽監督・プロデューサーとして活動。主な作品に、映画音楽「若大将シリーズ」「宇宙からのメッセージ」「山下少年物語」「典子は、今」など。
またカーティア・リッチャレッリのレコーディング、サルバトール・アダモのコンサートのプロデュースなど外人アーティストの音楽制作プロデュースも積極的に手がける。新日本フィルハーモニー、N響団友オーケストラなど数々のオーケストラの指揮のほかに、ピアニストとして、バイオリニスト佐藤陽子とジョイントリサイタルなどの活動も行った。
往年の歌謡曲にしばしばクレジットされている、ケニー・ウッド・オーケストラとは、彼が率いていた楽団である（ケニー＝賢一郎、ウッド＝森岡のもじりである）。またスマイリー小原とスカイライナーズでは首藤邦彦、鈴木庸一と共にピアノも担当していた。
2018年8月19日午前5時45分に肺炎のため死去。84歳没。

## 家族
- 長女は現代美術家の森岡寿里。
- 三男は元SOFT BALLETのキーボーディスト・森岡賢。
- 四男はギタリスト、作曲家、編曲家の森岡慶。

## 主な楽曲
あ行
- 梓みちよ
  - 「二人でお酒を」（編曲）
  - 「淋しがりや」
- 天地真理
  - 「水色の恋」（編曲）
  - 「初めての涙」
  - 「矢車草」
  - 「愛の渚」
  - 「夢ほのぼの」
- いしだあゆみ
  - 「喧嘩のあとでくちづけを」（編曲）
  - 「砂漠のような東京で」（編曲）
  - 「渚にて」
- いずみたくシンガーズ
  - 「帰らざる日のために」
- 伊東ゆかり
  - 「小指の想い出」（編曲）
  - 「恋のしずく」
  - 「朝のくちづけ」
- 内山田洋とクール・ファイブ
  - 「長崎は今日も雨だった」（編曲）
  - 「わかれ雨」
  - 「逢わずに愛して」
  - 「愛の旅路を」
  - 「愛のいたずら」
  - 「すべてを愛して」
  - 「女のくやしさ」
  - 「悲恋」
  - 「そして、神戸」（編曲）
  - 「男泣き」
  - 「出船」
  - 「雨のしのび逢い」
  - 「うわさ」
  - 「中の島ブルース」（編曲）
  - 「気まぐれ雨」
  - 「東京砂漠」
  - 「西海ブルース」
  - 「昔があるから」
  - 「夢酒場」
  - 「おんなの愛はブルース」
- 大塚博堂
  - 「過ぎ去りし想い出は」
  - 「季節の中に埋もれて」
  - 「娘をよろしく」
- 小川知子
  - 「ゆうべの秘密」
  - 「恋のときめき」
  - 「銀色の雨」
  - 「あなたに夢中なの」
- 奥村チヨ
  - 「私の胸をノックして」
  - 「いつかの約束」（作曲・編曲）
  - 「泣いて京都へ」
  - 「何かありそな西銀座」

か行
- 加藤登紀子
  - 「ひとり寝の子守唄」
- 加山雄三
  - 「君といつまでも」（編曲）
  - 「アロハ・レイ」（お嫁においでB面）
  - 「蒼い星くず」
  - 「夜空を仰いで」
  - 「ぼくの妹に」（編曲）
- 岸洋子
  - 「酔いしれて」
- 郷ひろみ
  - 「よろしく哀愁」（編曲）
  - 「わるい誘惑」（編曲）
- 小柳ルミ子
  - 「わたしの城下町」（編曲）
  - 「お祭りの夜」
  - 「雪あかりの町」
  - 「瀬戸の花嫁」（編曲）
  - 「京のにわか雨」
  - 「漁火恋唄」
  - 「春のおとずれ」
  - 「恋にゆれて」
  - 「十五夜の君」
  - 「恋の雪別れ」
  - 「花のようにひそやかに」
  - 「ひとり囃子」
  - 「冬の駅」
  - 「黄昏の街」
  - 「ひと雨くれば」
  - 「花車」（作曲・編曲）
  - 「恋岬」
  - 「逢いたくて北国へ」
  - 「星の砂」（編曲）
  - 「湖の祈り」
  - 「ひとり歩き」
  - 「泣きぬれてひとり旅」

さ行
- ザ・ドリフターズ
  - ドリフのバイのバイのバイ（編曲）
- 堺正章
  - 「街の灯り」（編曲）
- ジャッキー吉川とブルーコメッツ
  - 「ブルー・シャトウ」（編曲）
  - 「甘いお話」（編曲）
  - 「マリアの泉」（編曲）
  - 「白い恋人」（編曲）
  - 「すみれ色の涙」（編曲）
  - 「白鳥の歌」（編曲）
  - 「雨の舗道」（編曲）
  - 「海辺の石段」（編曲）
  - 「冬の嵐」（編曲）
  - 「それはキッスで始まった」（編曲）
  - 「あじさい色の恋」（編曲）
  - 「泣きながら恋をして」（編曲）
  - 「悲しき玩具」（編曲）
  - 「むらさき日記」（編曲）
  - 「雨の賛美歌」（編曲）
  - 「運命だから」（編曲）
  - 「エデンの東」（編曲）
  - 「慕情」（編曲）
- 菅原洋一
  - 「今日でお別れ」
  - 「忘れな草をあなたに」
- 園まり
  - 「逢いたくて逢いたくて」

た行
- 千葉真一
  - 「白いワゴン」（編曲）
- 千葉紘子
  - 「折鶴」（編曲）
- テレサ・テン
  - 「空港」（編曲）
- 豊川誕
  - 「汚れなき悪戯」（編曲）
  - 「星めぐり」（編曲）
  - 「生きるってすばらしい」（編曲）
  - 「ほどけた靴ひも」（編曲）
  - 「ぼくの消息」（編曲）

な行
- 中村晃子
  - 「虹色の湖」（編曲）
  - 「砂の十字架」（編曲）
  - 「ローマの灯」（編曲）
  - 「風とバラの荒野」（編曲）
- 新沼謙治
  - 「ヘッド・ライト」
- にしきのあきら
  - 　｢もう恋なのか｣（編曲）
- 西田佐知子
  - 「涙のかわくまで」（編曲）

は行
- 畑中葉子&平尾昌晃
  - 「カナダからの手紙」（編曲）
  - 「揺れる二人」（編曲）
  - 「エーゲ海の旅」（編曲）
- 英亜里
  - 「花の手拍子」（編曲を担当）
- ザ・ピーナッツ
  - 「ガラスの城」（編曲）
  - 「大阪の女」（編曲）
- ヒデとロザンナ
  - 「愛は傷つきやすく」（編曲）
- 布施明
  - 「霧の摩周湖」（編曲）
  - 「夜の追想」（作曲・編曲）
  - 「涙をおふき」（作曲・編曲）
  - 「愛の園」（編曲）
- フォーリーブス
  - 「オリビアの調べ」（編曲）
  - 「ある兵士の賭け」（編曲）
  - 「あしたが生まれる」（編曲）
  - 「ふたりの朝」（編曲）

ま行
- 水原弘
  - 「慟哭のブルース」
- 美空ひばり
  - 「むらさきの夜明け」（編曲）
- 三橋美智也
  - 「金沢ひとり/城下町の女」
- 森進一
  - 「盛り場ブルース」
  - 「花と蝶」（編曲）
  - 「年上の女」
  - 「港町ブルース」
  - 「おんな」
  - 「花と涙」
  - 「波止場女のブルース」

や行以降
- 山口百恵
  - 「湖の決心」（編曲）
- 由紀さおり
  - 「愛したもうことなかれ」（作曲・編曲）
- ザ・リリーズ
  - 「恋に木枯し」
- ザ・ワイルドワンズ
  - 「想い出の渚」（編曲）
  - 「小さな倖せ」
  - 「夕陽と共に」

## 映画・テレビ番組の音楽
- ザ・タイガース 世界はボクらを待っている
- 突撃!ヒューマン!!
- 宇宙円盤大戦争（主題歌・挿入歌編曲）
- UFOロボ グレンダイザー（エンディングテーマ「宇宙の王者 グレンダイザー」歌・ささきいさお・編曲）
- 宇宙からのメッセージ
- 宇宙からのメッセージ・銀河大戦（エンディング曲のみ）
- 山下少年物語
- 典子は、今

## 特記事項
- 1949年（昭和24年）9月3日、東京青年商工会議所（現、東京青年会議所）の発足に参画。発足当初のチャーター・メンバー48名のひとりとなる。
- 昭和九年会のメンバー。
- 2013年 （平成25年）大衆音楽の殿堂入り。